# Гребля на байдарках и каноэ на летних Олимпийских играх 1968
Соревнования по гребле на байдарках и каноэ на летних Олимпийских играх 1968 года проходили среди мужчин и женщин.

## Общий медальный зачёт
| Место | Страна   | Золото | Серебро | Бронза | Всего |
| ----- | -------- | ------ | ------- | ------ | ----- |
| 1     | Венгрия  | 2      | 3       | 1      | 6     |
| 2     | СССР     | 2      | 1       | 3      | 6     |
| 3     | ФРГ      | 1      | 2       | 0      | 3     |
| 4     | Румыния  | 1      | 1       | 1      | 3     |
| 5     | Норвегия | 1      | 0       | 0      | 1     |
| 6     | Австрия  | 0      | 0       | 1      | 1     |
| 6     | Дания    | 0      | 0       | 1      | 1     |

## Медалисты

### Мужчины
| Дисциплина                 | Золото                                                               | Серебро                                                                      | Бронза                                                              |
| -------------------------- | -------------------------------------------------------------------- | ---------------------------------------------------------------------------- | ------------------------------------------------------------------- |
| Каноэ-одиночка — 1000 м    | Тибор Татаи Венгрия                                                  | Детлеф Леве ФРГ                                                              | Виталий Галков СССР                                                 |
| Каноэ-двойка — 1000 м      | Румыния · Иван Пацайкин · Сергей Ковалёв                             | Венгрия · Тамаш Вихман · Дьюла Петрикович                                    | СССР · Наум Прокупец · Михаил Замотин                               |
| Байдарка-одиночка — 1000 м | Михай Хес Венгрия                                                    | Александр Шапаренко СССР                                                     | Эрик Хансен Дания                                                   |
| Байдарка-двойка — 1000 м   | СССР · Александр Шапаренко · Владимир Морозов                        | Венгрия · Чаба Гици · Иштван Тимар                                           | Австрия · Герхард Зайбольд · Гюнтер Пфафф                           |
| Байдарка-четвёрка — 1000 м | Норвегия · Стейнар Амундсен · Туре Бергер · Эгиль Сёбю · Ян Йохансен | Румыния · Антон Каленик · Хараламбие Иванов · Димитрие Иванов · Михай Цуркаш | Венгрия · Чаба Гици · Имре Сёллёши · Иштван Тимар · Иштван Чизмадиа |

### Женщины
| Дисциплина                | Золото                                   | Серебро                                  | Бронза                                     |
| ------------------------- | ---------------------------------------- | ---------------------------------------- | ------------------------------------------ |
| Байдарка-одиночка — 500 м | Людмила Пинаева СССР                     | Ренате Бройер ФРГ                        | Вьорика Думитру Румыния                    |
| Байдарка-двойка — 500 м   | ФРГ · Аннемари Циммерман · Росвита Эссер | Венгрия · Анна Пфеффер · Каталин Рожньои | СССР · Людмила Пинаева · Антонина Середина |